# Bandeira da Chéquia
A bandeira da Chéquia, ou Tchéquia, é igual à bandeira da antiga Checoslováquia (Tchecoslováquia), da qual o moderno Estado checo foi originado.

## Histórico

Bandeira da Checoslováquia（1918-1919）
Bandeira da Checoslováquia（1919-1920）
Bandeira da Checoslováquia（1920-1992）